# Fishia hanhami
Fishia hanhami är en fjärilsart som beskrevs av Smith 1909. Fishia hanhami ingår i släktet Fishia och familjen nattflyn. Inga underarter finns listade i Catalogue of Life.